# Linha do Baixo Alentejo
A Linha do Baixo Alentejo, originalmente conhecida como Linha do Baixo Alemtejo, foi uma via férrea planeada mas nunca construída, que deveria ligar a Linha do Alentejo ao porto fluvial do Pomarão, na região do Alentejo, em Portugal.

## História
A primeira proposta para construir uma linha férrea no concelho de Mértola data de meados da década de 1840, na sequência da formação da Companhia das Obras Públicas de Portugal, que planeou uma extensa rede ferroviária ligando Lisboa ao Porto e a Espanha. Uma destas linhas passaria por Évora, Beja e Mértola, e terminaria em Sevilha.
Nos finais do século XIX, o governo iniciou um programa para a criação dos planos gerais das redes ferroviárias, documentos que iriam definir as vias férreas a construir e os seus traçados, e reorganizar as já existentes. De forma a elaborar o plano ferroviário para a zona Sul do país, foi formada uma comissão técnica, que estudou os vários traçados possíveis para a região, incluindo uma linha transversal que sairia perto de Almodôvar, na Linha do Sul, e terminaria no Pomarão, um importante porto no Rio Guadiana. Desta forma, não só seria suprida de caminho de ferro uma vasta região, que devido ao traçado da Linha do Alentejo ficou sem vias férreas, como seriam facilitadas as ligações com as importantes Minas de São Domingos, que tinham uma linha própria até ao Pomarão, onde o minério era colocado em barcos. Além disso, a Linha do Sul ficaria unida ao importante porto fluvial do Pomarão. No entanto, a difícil orografia da zona, que iria dificultar as obras, em conjunto com a reduzida densidade populacional, levaram a que a comissão tivesse apenas incluído no plano o lanço entre Apeadeiro de Garvão e Almodôvar, que seria depois complementado pelas vias rodoviárias. A proposta da comissão para o Plano Geral da Rede Ferroviária ao Sul do Tejo foi entregue em 15 de Maio de 1899, mas o processo de aprovação foi muito moroso devido a alterações nos dois organismos responsáveis, o Conselho Superior de Obras Públicas e a Comissão Superior de Guerra, e à criação da Administração dos Caminhos de Ferro do Estado em 15 de Julho de 1899, entidade responsável pela exploração e construção da rede ferroviária na região Sul.
Em Junho de 1902, o ministro das Obras Públicas, Manuel Francisco de Vargas, iniciou o processo para a aprovação do plano da rede, tendo feito várias alterações na proposta apresentada em 1899, incluindo a reintrodução da linha de Casével ou Garvão até ao Pomarão, de forma a melhorar as comunicações na zona, especialmente para as várias explorações mineiras. Assim, a Linha do Baixo Alemtejo foi inserida no plano geral em 27 de Novembro de 1902, embora sem traçado definido, devendo iniciar-se nas estações de Garvão ou Casével na Linha do Alentejo, passar por Ourique, Almodôvar ou Castro Verde e perto de Mértola, e terminar no Pomarão.